# Nhà thờ Tin lành ở Levoča
Nhà thờ Tin Lành ở Levoča (tiếng Slovak: Evanjelický kostol v Levoči), là một nhà thờ thuộc Giáo hội Luther ở Slovakia. Nhà thờ này có từ năm 1823 và thay thế cho hai nhà thờ bằng gỗ có từ trước đó.

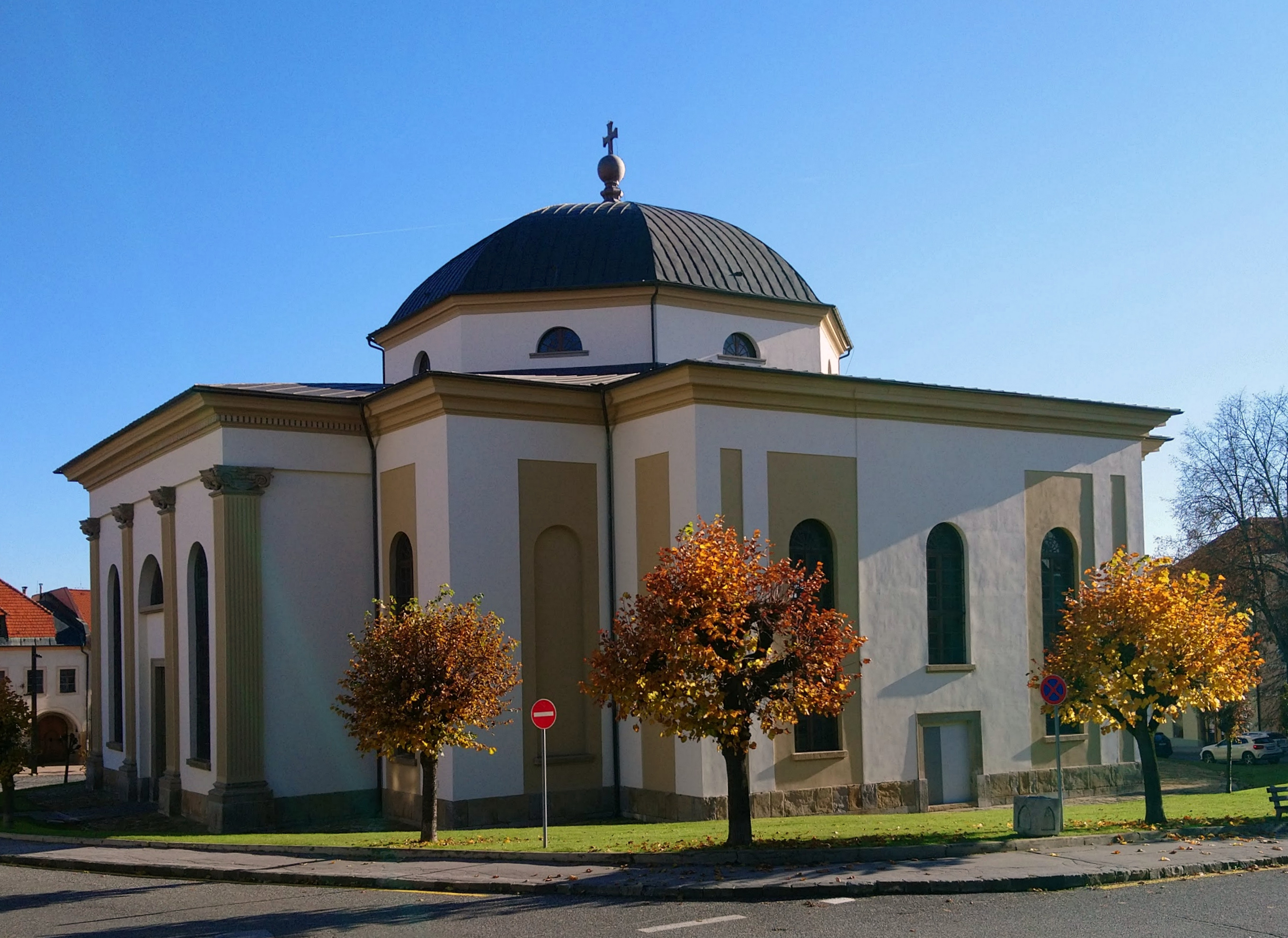
Nhà thờ Tin lành ở Levoča

## Nhà thờ
Nhà thờ thuộc Giáo hội Luther đầu tiên trong thị trấn Levoča là một nhà thờ bằng gỗ và được xây phía bên ngoài tường thành vào năm 1688. Năm 1709, nhà thờ bằng gỗ đầu tiên tại Levoča đã bị thiêu rụi. Sau đó, người ta đã xây một nhà thờ gỗ thứ hai để thay thế cho nhà thờ đầu tiên vào năm 1713. Cả hai nhà thờ này đều nằm trên khu vực nghĩa trang Tin lành của thị trấn hiện nay.
Theo Sắc lệnh khoan dung do Hoàng đế Joseph II của Thánh chế La Mã ban hành vào năm 1781, các tín hữu Tin lành được phép xây dựng nhà thờ trong thành phố. Từ năm 1823, nguồn kinh phí để xây dựng nhà thờ đã được huy động từ khắp mọi nơi, trong đó bao gồm cả việc bán các ấn bản của Kinh Thánh trong thị trấn. Cũng trong năm 1832, nhà thờ đã được tôn phong hiển thánh. Vào thời điểm đó, nhà thờ nằm ở cuối phía nam của quảng trường chính trong thị trấn mà ngày nay chính là quảng trường Majster Pavol.
Kiến trúc sư chịu trách nhiệm thiết kế nhà thờ là Anton Povolný, đây cũng là người từng thiết kế tòa thị chính của thị trấn (Župný dom) và cả hai công trình đều mang phong cách Tân cổ điển. Tổng thể cấu trúc của nhà thờ được thiết kế theo hình một cây Thánh Giá Hy Lạp, bên trên là mái vòm bao phủ. Phía trong nhà thờ có hai cây đàn organ ống, một cây được lấy từ nhà thờ đầu tiên và được chế tác theo phong cách Baroque. Cây đàn thứ hai thì là một nhạc cụ hiện đại và có kích thước lớn hơn. Phía trên bàn thờ chính là một bức họa về Chúa Giêsu tản bộ trên mặt nước, được vẽ bởi Jozef Czauczic. Ngoài ra, nhà thờ còn sở hữu một thư viện lịch sử đồ sộ và rộng lớn.

## Các công trình tại Levoča gắn liền với nhà thờ

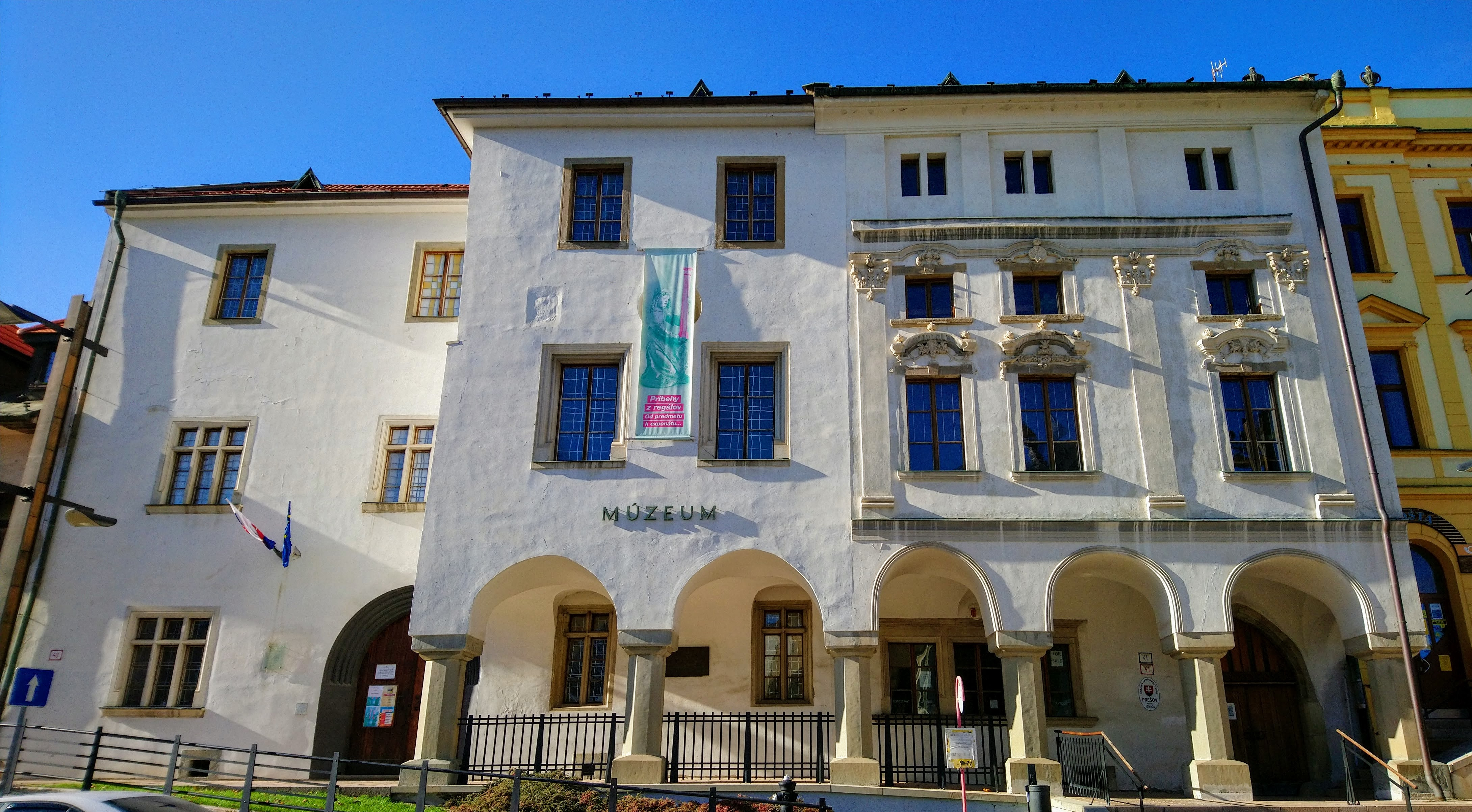
Bảo tàng Spiš ở Levoča

Một số công trình khác ở Levoča có liên quan đến nhà thờ và cộng đồng Giáo hội Luther trong thị trấn.
Trường dòng (Seminary) cũng nằm trên quảng trường Majster Pavol là một trong những công trình trong thị trấn có liên quan đến nhà thờ Tin lành ở Levoča. Ban đầu, trường dòng được gọi là Nhà của Hain và được trao cho hội thánh Tin lành trong thị trấn vào năm 1796. Nơi đây từng là thành trì của chủ nghĩa dân tộc Slovakia trong những năm 1840 dưới sự ủng hộ của Ľudovít Štúr. Ngày nay, trường dòng còn có thêm cả những phòng triển lãm của bảo tàng Spiš ở Levoča, đây là một chi nhánh tại địa phương của bảo tàng Quốc gia Slovakia.
Nhà của Cha xứ (Parsonage) tại ul. Vysoky 1 đã được trao cho nhà thờ vào năm 1801 và được tu sửa lại cho rộng rãi hơn một thế kỷ sau đó. Bên trong công trình này chứa một băng ghế dài và các vật dụng khác từ nhà thờ Tin lành trước đây ở làng Dvorce, nơi từng bị phá đi vào những năm 1950 để mở đường cho khu vực huấn luyện quân sự Javorina.
Bệnh viện và trại trẻ mồ côi nằm ngoài bức tường phía đông ngày nay là một phần của bệnh viện thị trấn. Ngay phía nam của tòa cô nhi viện là nghĩa trang Tin lành. Nghĩa trang này từng có một nhà thờ một gian, hình chữ nhật được xây vào năm 1895.